# Google Chrome
Google Chrome este un navigator web dezvoltat de către compania Google. Este cel mai utilizat browser la momentul actual, având o cotă de piață de aproximativ  63,8% din totalul utilizatorilor de internet. Numele navigatorului este derivat de la interfața grafică. Chromium este numele navigatorului open-source, iar Chrome numele navigatorului proprietar.
Prima versiune pentru sistemele de operare Microsoft Windows a apărut pe 2 septembrie 2008 în 43 de limbi. Acum, el este disponibil și pentru sistemele de operare MacOS și Linux

## Istoric
Apariția navigatorului Google Chrome a fost planificată pe data de 3 septembrie 2008. Câteva reviste al căror autor este Scott McCloud urmau să fie expediate către jurnaliști și bloggeri, explicând caracteristicile și motivațiile creării noului navigator web. Exemplarele destinate pentru Europa au fost expediate mai devreme, iar blogerul german Philipp Lensen a făcut o copie scanată a revistei respective și a publicat-o pe site-ul său personal după ce a primit-o pe 1 septembrie 2008. Ulterior Google a plasat această revistă pe Google Books, menționând pe blogul oficial explicațiile referitoare la ieșirea timpurie a produsului.
Prima versiune a lui Google Chrome a trecut testele Acid1, Acid2 dar nu a trecut testul Acid3; cu toate acestea el a acumulat scorul de 78 de puncte din 100, care este mai mare decât Microsoft Internet Explorer 7 și Mozilla Firefox 3.
Versiunea a doua a trecut toate testele, dar la Acid3, deși a avut punctaj 100/100, n-a trecut testul Linktest. Versiunea a treia a reușit să treacă testul Acid3 cu 100/100 și cu testul Linktest.

## Proiectarea
Motivul principal care a dus la crearea lui Google Chrome a fost îmbunătățirea securității, vitezei de acces și stabilității comparativ cu navigatoarele web existente. De asemenea au fost efectuate modificări la interfața utilizatorului. Chrome a fost asamblat din 25 de biblioteci de coduri de la Google și de la alte terțe părți cum ar fi Netscape.

## Securitatea
Google Chrome își actualizează  periodic bazele de protecție pentru două liste negre: una împotriva înșelătoriei (en: „phishing“) și alta împotriva malware-ului, prin urmare utilizatorii sunt avertizați atunci când ei fac o încercare de a vizita un site dăunător. Acest serviciu este, de asemenea, pus la dispoziție pentru utilizare de către alte persoane prin intermediul unui API public gratuit numit „Google Safe Browsing API“. În procesul de mentenanță a acestor liste negre, Google avertizează utilizatorii la accesarea site-urilor enumerate care ar putea să nu fie conștienți de prezența programelor dăunătoare.

## Portabilitatea
Există și o variantă portabilă pentru memories flash USB, care permite navigarea, cu setările proprii, de pe orice calculator dotat cu sistem de operare MS Windows.